# Zgrupowanie Kawalerii ppłk. Kazimierza Halickiego
Zgrupowanie Kawalerii ppłk. Kazimierza Halickiego (Zgrupowanie Kawalerii ppłk. Halickiego) – oddział kawalerii Wojska Polskiego w II Rzeczypospolitej improwizowany w trakcie kampanii wrześniowej 1939 z pododdziałów marszowych i II rzutu mobilizacyjnego Ośrodka Zapasowego Wołyńskiej Brygady Kawalerii.

## Formowanie i zmiany organizacyjne
Po ukończeniu mobilizacji alarmowej oddziałów i pododdziałów Wołyńskiej Brygady Kawalerii w dniach 14-16 sierpnia 1939, pozostałe w garnizonach nadwyżki osobowe, zostały rozwinięte podczas mobilizacji powszechnej, od 31 sierpnia 1939 w Ośrodek Zapasowy Wołyńskiej Brygady Kawalerii. Napływ rezerwistów i pobór koni i wozów oraz pozyskane umundurowanie, wyposażenie i broń umożliwiły wystawienie zaplanowanych pododdziałów OZ Wołyńskiej BK. Do 7 września ośrodek osiągnął zaplanowany stan organizacyjny i osobowy. Poprzez dalszy napływ oficerów, podchorążych i szeregowych rezerwy w oparciu o kadry 19 pułku ułanów, 21 pułku ułanów i 2 pułku strzelców konnych wystawiono dalsze szwadrony i plutony ośrodka. Z uwagi na zagrożenie przez naloty lotnictwa niemieckiego część pododdziałów ośrodka formowano w pobliskich wsiach koło Hrubieszowa. Na rozkaz gen. bryg. Mieczysława Smorawińskiego 10 września o godz. 18.00 ppłk Kazimierz Halicki został podporządkowany dowódcy Grupy „Włodzimierz” gen. bryg. Kazimierzowi Sawickiemu, który postawił dowódcy OZKaw. „Hrubieszów” zadanie obrony Sokala, poprzez zamknięcie dróg Sokal-Poryck i Horochów-Łuck grupą bojową „Sokal”. Ponadto oddziałem wydzielonym miał zamknąć przeprawę promową na Bugu w Kryłowie. W tym celu dokonał reorganizacji swojego ośrodka. Wydzielił z niego w pełni uzbrojone i wyposażone w miarę możliwości Zgrupowanie Kawalerii ppłk. Kazimierza Halickiego pod swoim dowództwem. Pozostałych szeregowych i oficerów z niewielką ilością uzbrojenia i bez wyposażenia wydzielił. Funkcjonowali dalej jako Ośrodek Zapasowy Wołyńskiej Brygady Kawalerii, odesłał ich pod dowództwem mjr. Edwarda Gąsiewicza-Daniłło do Białokrynicy koło Krzemieńca.
W dniach 10-12 września ppłk Kazimierz Halicki przeprowadził organizację Zgrupowania Kawalerii pod swoim dowództwem z:  
- szwadronów marszowych 19 p uł., 21 p uł. i 2 psk,
- szwadronu „krakusów” Rejonu Przysposobienia Wojskowego Konnego w Hrubieszowie[2],
- szwadronów sformowanych w ramach OZ Wołyńskiej BK.

Z magazynów Okręgu Korpusu nr II i wysuniętej składnicy w Czerkasach koło Kowla pozyskał amunicję, niewielką ilość wyposażenia oraz żywność i furaż. Ponadto z Głównej Składnicy Uzbrojenia nr 2 w Stawach k/Dęblina przy pomocy trzech posiadanych w ośrodku samochodów ciężarowych przywieziono 40 nowych sztuk jednostek broni maszynowej (ckm i rkm). W Hrubieszowie i okolicach zarekwirowano ok. 350 rowerów na wyposażenie dwóch szwadronów kolarzy i plutonu łączności. Obie kolumny taborowe sformowane w Hrubieszowie i okolicach wykorzystano do przewozu dwóch szwadronów pieszych na podwodach. Ostatecznie w dniach 10-12 września sformowano zgrupowanie składające się z:
- dowództwa zgrupowania,
- szwadronu gospodarczego,
- I dywizjonu konnego,
- II dywizjonu konnego,
- dywizjonu kombinowanego,
- szwadronu ckm,
- plutonu pionierów,
- plutonu przeciwpancernego (bez armat),
- plutonu łączności[5].

18 września do Zgrupowania dołączyły:
- samodzielna kompania (pluton) czołgów lekkich R-35/H-35 (7 czołgów, 5 samochodów ciężarowych, 1 samochód cysterna, 4 samochody osobowe i 3 motocykle[6]),
- eskadra szkolna RWD-8 z Centrum Wyszkolenia Lotnictwa (8 samolotów),
- batalion kolarzy Śląskiej Straży Granicznej (3 kompanie piechoty i pluton ckm, 28 oficerów 530 strażników SG)[7].

## Działania bojowe zgrupowania
Ze względu na zbliżanie się w rejon środkowego odcinka Bugu i południowego Wołynia niemieckich jednostek szybkich 14 Armii, zintensyfikowano działania organizacyjne. Tworzono z jednostek rozmieszczonych na Lubelszczyźnie i południowej części Wołynia jednostki bojowe. Rozkazem gen. Kazimierza Sawickiego ze składu sformowanych jednostek tworzono improwizowane grupy bojowe. W skład Grupy „Sokal” ppłk. Halickiego oprócz Zgrupowania Kawalerii weszły jeszcze: batalion marszowy 43 pułku piechoty i improwizowane baterie z Ośrodka Zapasowego Artylerii Konnej nr 2 z Zamościa z 6 armatami 75 mm wz.1902/26. 11 września o godz. 8.00 posiadający wówczas najlepszą sprawność bojową 3 szwadron (krakusów) I dywizjonu, wzmocniony dwoma ckm pomaszerował na przeprawę przez Bug w Kryłowie, gdzie zajął stanowiska obronne. 14 września 3 szwadron I dywizjonu stoczył walkę z niemieckim pododdziałem 4 Dywizji Lekkiej na przeprawie przez Bug. Szwadron rtm. Tomasza Wdziękońskiego nie dopuścił do sforsowania Bugu, przez niemiecki oddział. Poniósł straty osobowe wśród poległych był ppor. rez. Zygmunt Płużyczka. 12 września z Hrubieszowa wymaszerował I dywizjon bez 3 szwadronu do miejscowości Poryck na południe od Włodzimierza Wołyńskiego, a za nim nocą 13/14 września II dywizjon. Cała Grupa „Sokal” zajęła stanowiska obronne na linii rzeki Ługa od Białopola po Markostaw z węzłem obronnym w Sokalu. Sokala bronił I dywizjon i batalion marszowy 43 pp, ze wsparciem dwóch baterii artylerii konnej z OZAK nr 2. Przed południem 14 września rozkazem dowódcy Grupy „Włodzimierz” wycofano się z Sokala do Porycka. W którym obronę zajął batalion marszowy 43 pp, wraz z baterią artylerii. III dywizjon bronił odcinka Markostaw-Taniewicze. Rejon Poryck-Taniewicze dozorował 1 szwadron z plutonem ckm z II dywizjonu. Rejon na południe od Porycka dozorował 1 szwadron z plutonem ckm z I dywizjonu. Reszta zgrupowania jako odwód w rejonie wsi Zaszkiewicze. W trakcie realizacji tego zadania, 15 września grupa weszła w skład wojsk dowodzonych przez gen. bryg. Piotra Skuratowicza.  
15 września po walce w rejonie Kryłowa, rozkazem gen. Sawickiego do zgrupowania ppłk. Halickiego odmaszerował 3 szwadron I dywizjonu. Zgrupowanie Kawalerii ppłk Halickiego przemaszerowało w rejon Łucka docierając rano 15 września do Kolonii Adamów. III dywizjon maszerował do Łucka poprzez Troczyn, osłaniając miasto od strony północno-zachodniej w rejonie Korczów, Sadów. W trakcie pobytu w nowym miejscu do Zgrupowania Kawalerii napływali dalsi żołnierze powiększając stany szwadronów. We wszystkich szwadronach konnych sformowano czwarte plutony, a w obu dywizjonach konnych plutony ckm. Z tego względu zaczęto I i II dywizjon konny nazywać pułk ułanów nr 1 i nr 2 (w części literatury). Podczas stacjonowania prowadzono zgrywanie szwadronów i dywizjonów. W skład zgrupowania włączono batalion Straży Granicznej na rowerach pod dowództwem inspektora SG (ppłk. WP) Karola Bacza z trzema kompaniami piechoty i plutonem ckm. 16 września pozostałe pododdziały osiągnęły wskazany rejon. Dywizjon kombinowany osiągnął Łuck, gdzie wszedł w skład załogi miasta jako oddział odwodowy. 
17 września na skutek najazdu na terytorium II RP wojsk sowieckich, z rozkazu gen. Skuratowicza, Zgrupowanie ppłk. Halickiego uzupełniło braki w uzbrojeniu, amunicji i żywności i wieczorem opuściło zajmowane stanowiska i pomaszerowało w kierunku Horochowa, który osiągnęło 18 września rano. Dywizjon I osłaniał miasto od strony zachodniej, dywizjon II od strony wschodniej. Wieczorem podjęto dalszy marsz na Radziechów i Busk, poprzez Drużkopol, Stojanów. W trakcie marszu do Radziechowa skierowano się w kierunku południowo-wschodnim w rejon Łopatyna i Krzywego, gdzie I dywizjon stoczył walkę 19 września z ukraińskimi grupami dywersyjnymi. Grupa dywersyjna została rozbita. W rejonie Ohladowa, oddziały zgrupowania odpoczywały. Do zgrupowania dołączyła półkompania czołgów lekkich por. Józefa Jakubowicza. Do Buska został wysłany 3 szwadron z plutonem ckm z II dywizjonu, celem dozorowania przeprawy przez Bug. Dołączyła też do zgrupowania szkolna eskadra łącznikowa por. obs. Zbigniewa Osuchowskiego z Centrum Wyszkolenia Lotnictwa. W nocy 19/20 września zgrupowanie kawalerii pomaszerowało na Busk. Maszerujący w straży przedniej II dywizjon stoczył kilka potyczek z dywersją ukraińską. O świcie 20 września zgrupowanie dotarło do Buska. 1 szwadron I dywizjonu na stacji kolejowej Krasne stoczył walkę z sowiecką kompanią zmotoryzowaną i dużą ukraińską grupę dywersyjną. Szwadron wsparty półkompanią por. Jakubowicza zniszczył dwa czołgi sowieckie przy starcie jednego własnego, a kawalerzyści w walce wyparli sowiecką piechotę i dywersantów ze stacji Krasne. Eskadra RWD-8 dokonała rozpoznania dróg i maszerujących kolumn sowieckich, tracąc jeden z samolotów zestrzelony przez sowiecką obronę przeciwlotniczą. Busko obsadził III dywizjon. Rejon Buska od strony Krasnego osłaniał 1 szwadron I dywizjonu, który prowadził walki opóźniające do Buska. Rozpoznanie lotnicze stwierdziło marsz silnych kolumn pancernych i motorowych w okolicach Krasnego, stracono następny samolot. Z Buska został wyparty III dywizjon mjr. Wiszniewskiego, przez oddziały Armii Czerwonej i po ostrzelaniu przez dywersję ukraińską. Poległ jeden ułan. Po zajęciu Buska przez zmotoryzowaną piechotę sowiecką, dalsze jej posuwanie zablokował I dywizjon. Po zmroku przez Adamy zgrupowanie podjęło marsz do Turki. Jako straż przednia maszerował II dywizjon z plutonami pionierów i łączności. III dywizjon i batalion SG. Na końcu maszerował I dywizjon ubezpieczając zgrupowanie od wschodu. Z uwagi na ulewny deszcz zgrupowanie zatrzymało się w rejonie Wodaje i Sobaszki.
Rano 21 września zgrupowanie zatrzymało się na postój w lesie Stebne Bagno w pobliżu Turki. Na odgłos walki toczącej się pod Kamionką Strumiłową, zgrupowanie obsadziło skraj lasu Stebne Bagno przy drodze Turki-Kamionka Strumiłowa i rejon Gajówki Grobelki. Wysłano na rozpoznanie dwa patrole i 3 szwadron I dywizjonu. Po rozpoznaniu sytuacji ppłk Kazimierz Halicki wsparł natarciem, atak Grupy „Dubno” płk. Stefana Hanki-Kuleszy na oddział niemieckiej 4 DLek. Około godz.11.00 dywizjon III wzmocniony szwadronem ckm przystąpił do natarcia na most kolejowy na Bugu i południowy skraj miasta. 3 szwadron rozpoznał obronę Kamionki Strumiłowej i wraz z całym I dywizjonem wykonał natarcie na Łany Polskie, zdobywając je wdarł się 3 szwadronem na przedmieście Bełzkie. Na I dywizjon wyszedł kontratak niemieckiej piechoty z czołgami, który przyparł dywizjon do rzeki Bug. O godz.12.00 III dywizjon kombinowany z rejonu wzg. 219 uderzył na południowy skraj Kamionki Strumiłowej, koncentryczne natarcie piechoty Grupy „Dubno” i spieszonej kawalerii zgrupowania, czołgów por. Jakubowicza i wsparciu artylerii doprowadziło, że Kamionkę Strumiłową zdobyto o godz.16.00. W pościg za cofającymi się jednostkami niemieckiej 4 DLek. wyruszył 3 szwadron I dywizjonu. Straty Zgrupowania Kawalerii ppłk. Halickiego, to kilkunastu poległych i kilkudziesięciu rannych.  
22 września po uzgodnieniach z płk. Hanką-Kuleszą Zgrupowanie Kawalerii ppłk. Halickiego podjęło marsz w straży przedniej grupy w kierunku Mosty Wielkie, Bełz. Jeden z podjazdów napotkał w Mostach Wielkich kompanię motocyklistów z 4 DLek., o godz.9.30 dwa szwadrony kolarzy wyparły wraz z podjazdem pododdział niemiecki z Mostów Wielkich. Zgrupowanie ppłk Halickiego około godz.11.00 zajęło rejon lasów Mosty Wielkie, Kuliczków. Wieczorem wymaszerowano do Machnówka i Worochty, osiągając miejscowości 23 września o godz.3.00. Tam dołączył do zgrupowania szwadron rtm. Kazimierza Reszke z Ośrodka Zapasowego Wielkopolskiej Brygady Kawalerii, który jako 4 szwadron wszedł w skład I dywizjonu zgrupowania. Nocą 23/24 września jako oddział czołowy Grupy „Dubno”, zgrupowanie kawalerii z II dywizjonem i plutonem pionierów, jako straż przednia maszerowała przez Staje, Ostobuż do Bruckenthala. Następnie przez Domaszów, Karów dotarło do szosy Uhnów-Rawa Ruska. O świcie 24 września starła się z niemieckim patrolem pancernym z czołgami w rejonie wsi Rzyczki. Czołgi niemieckie obrzucone granatami wycofały się. Do natarcia na Rzyczki o godz. 8.00 przystąpił II dywizjon wsparty szwadronem ckm. Dwa szwadrony kolarzy wraz ze szwadronem ckm (na podwodach) uderzyły na wieś Bożenka i wzg. 271. Rzyczki i wzg. 271 zostały opanowane po walce. Niemiecki kontratak wyrzucił ze wzg. 271 do wsi Bożenka szwadrony kolarzy. Dalsze natarcie zgrupowania zostało zatrzymane. O godz.11.00 wsparte ostrzałem artylerii, kontrnatarcie niemieckiej 2 Dywizji Pancernej skierowało się na wieś Rzyczki. Na północ od Rzyczki z powodzeniem kontratakował batalion kolarzy SG. I dywizjon z uwagi na niemiecką obronę nie wykonał obejścia pozycji niemieckich na zachód od szosy Lubycza Królewska-Rawa Ruska. O godz.14.00 II dywizjon odparł kolejny atak niemiecki na Rzyczki od strony zachodniej. Dywizjon II mjr. Kapuścińskiego po ciężkiej walce z palącej się miejscowości Rzyczki został zmuszony do wycofania się około godz.15.00. Niemieckie natarcie o godz.16.00 prowadzone z Rzyczki na las, doprowadziło do wyparcia ze stanowisk na skraju lasu od Rzyczek batalionu kolarzy Straży Granicznej. Jego wycofanie zakończyło się chaotycznym odwrotem. Użyty do przeciwnatarcia pieszy szwadron rtm. Henryka Liszki z działonem artylerii o godz.17.00 opanował sytuację i wyparł z lasu niemieckie pododdziały. Na Rzyczki uderzył pułk piechoty Grupy „Dubno” ppłk dypl. K. Klochowicza, zdobywając wieś o godz. 19.00. Straty zgrupowania kawalerii wynosiły: nie mniej niż 72 żołnierzy poległych, 147 rannych oraz 85 koni zabitych i ok. 300 rannych. O godz.21.00 nawała ogniowa na zgrupowane, na północ od wsi Rzyczki na I i II dywizjony spowodowała dalsze straty, w zabitych i rannych oraz w koniach. Część Zgrupowania Kawalerii rozproszyła się. We wsi Michałówka większość rozproszonych zdołano zebrać do rana. Podczas narady o północy płk. Stefan Hanka-Kulesza, podjął decyzję o kapitulacji grupy od 25 września. W skład delegacji na rozmowy z dowództwem niemieckiej 2 Dywizji Pancernej wyznaczony był ppłk Kazimierz Halicki. Z decyzją kapitulacji nie pogodziła się grupa oficerów z 2 psk dowodzona przez mjr. Walczyńskiego, a także grupa oficerów 19 puł. mjr. Wiszniowskiego z rtm. Skinderem i rtm. Wichertem. W trakcie dalszych walk, 27 września w Sieniawie poległ mjr Walczyński. Oficerowie 19 puł. dostali się w nieznanych okolicznościach do niewoli sowieckiej, w rezultacie ponieśli śmierć w Charkowie wiosną 1940.
| Obsada personalna                              | Obsada personalna                                   | Obsada personalna |
| Stanowisko                                     | Stopień, imię i nazwisko, oddział macierzysty       | Uwagi             |
| dowództwo                                      | dowództwo                                           | dowództwo         |
| ---------------------------------------------- | --------------------------------------------------- | ----------------- |
| dowódca zgrupowania                            | ppłk kaw. Kazimierz Halicki (Komisja Remontów nr 1) |                   |
| zastępca dowódcy zgrupowania                   | mjr kaw. Wacław Szepietowski (CWPiech.)             |                   |
| adiutant                                       | kpt. piech. Tomasz Wiński                           |                   |
| oficer ordynansowy                             | ppor. rez. Aleksander Wielopolski                   |                   |
| kwatermistrz                                   | rtm. Michał Radzimiński (2 psk)                     |                   |
| oficer materiałowy                             | rtm. Piotr Wielgosz (2 psk)                         |                   |
| oficer gospodarczy                             | kpt. int. Jan Antoni Łyzoń (2 psk)                  |                   |
| oficer do zleceń (sztabu)                      | por. rez. Aleksander Demidowicz-Demidecki           |                   |
| oficer do zleceń (sztabu)                      | por. rez. Wacław Gebethner (24 puł.)                |                   |
| dowódca szwadronu gospodarczego                | NN                                                  |                   |
| I dywizjon konny                               |                                                     |                   |
| dowódca dywizjonu                              | mjr Władysław II Walczyński (2 psk)                 |                   |
| I adiutant dywizjonu                           | por. rez. Zygmunt Nadartowski                       |                   |
| II adiutant dywizjonu                          | por. rez. Jerzy Czetwertyński                       |                   |
| dowódca 1 szwadronu                            | rtm. st. sp. Tadeusz Rybicki (8 psk)                |                   |
| dowódca I plutonu                              | ppor. rez. Włodzimierz Bernard                      |                   |
| dowódca II plutonu                             | por. rez. Janusz Normark                            |                   |
| dowódca III plutonu                            | ppor. rez. Maksymilian Skotnicki                    |                   |
| dowódca 2 szwadronu                            | por. Roman Mirkowski (21 puł.)                      |                   |
| dowódca I plutonu                              | ppor. rez. Henryk Bilakiewicz                       |                   |
| dowódca II plutonu                             | ppor. rez. Wacław Niezbrzycki                       |                   |
| dowódca III plutonu                            | ppor. rez. Adam Clemniewski                         |                   |
| dowódca 3 szwadronu (krakusi)                  | rtm. Tomasz Wdziękoński (2 psk)                     |                   |
| dowódca I plutonu                              | por. rez. Kazimierz Zarębiński                      |                   |
| dowódca II plutonu                             | por. rez. Konrad Łubieński                          |                   |
| dowódca III plutonu                            | por. rez. Witold Barski                             |                   |
| dowódca IV plutonu                             | ppor. rez. Jan Zygmunt Płużyczko                    |                   |
| dowódca 4 szwadronu (z OZ Wlkp. BK)            | rtm. Kazimierz Reszke (dołączył 23 IX 1939)         |                   |
| dowódca I plutonu                              | por. rez. Piotr Siedlecki                           |                   |
| dowódca II plutonu                             | por. rez. Józef Barcikowski                         |                   |
| dowódca III plutonu                            | por. rez. Stefan Gieryn                             |                   |
| dowódca I plutonu km                           | por. rez. Jan Marchwicki                            |                   |
| dowódca II plutonu km                          | ppor. rez. Karol Ogurkowski                         |                   |
| II dywizjon konny                              |                                                     |                   |
| dowódca dywizjonu                              | mjr Janusz Kapuściński (2 psk)                      |                   |
| adiutant                                       | ppor. rez. Stefan Karol Sinder                      |                   |
| dowódca 1 szwadronu                            | rtm. Jerzy Skinder (19 puł.)                        | †1940 Charków     |
| dowódca III plutonu                            | ppor. rez. Juliusz Karol Bock                       |                   |
| dowódca 2 szwadronu                            | rtm. Bronisław Grodzki (21 puł.)                    |                   |
| dowódca I plutonu                              | por. rez. Bazyli Czernichowski                      |                   |
| dowódca II plutonu                             | wachm. podch. rez. Zdzisław Lubomirski              |                   |
| dowódca III plutonu                            | ppor. rez. Kazimierz Wota                           |                   |
| dowódca 3 szwadronu                            | rtm. Żelisław Zawadzki (2 psk)                      |                   |
| dowódca I plutonu                              | por. rez. Marian Sałaciński                         |                   |
| III dywizjon kombinowany                       |                                                     |                   |
| dowódca dywizjonu                              | mjr Eugeniusz Wiszniowski (19 puł.)                 | †1940 ULK         |
| adiutant                                       | ppor. rez. Władysław Rześniowiecki                  |                   |
| dowódca 1 szwadronu (na podwodach)             | rtm. Henryk Liszko (21 puł.)                        |                   |
| zastępca dowódcy szwadronu                     | por. rez. Stanisław Drozdowicz                      |                   |
| dowódca I plutonu                              | ppor. Jan Rago                                      |                   |
| dowódca II plutonu                             | por. Maurycy Kuksz                                  |                   |
| dowódca III plutonu                            | ppor. Stanisław Prus                                |                   |
| dowódca IV plutonu                             | ppor. rez. Stanisław Piekarski                      |                   |
| dowódca 2 szwadronu (na podwodach)             | NN                                                  |                   |
| dowódca 1 szwadronu kolarzy                    | por. Włodzimierz Poziemski (19 puł.)                |                   |
| dowódca 2 szwadronu kolarzy                    | NN                                                  |                   |
| dowódca szwadronu ckm (na podwodach)           | NN                                                  |                   |
| szwadron ckm ( na taczankach i jukach)         |                                                     |                   |
| dowódca szwadronu                              | rtm. Władysław Wichert (21 puł.)                    |                   |
| dowódca I plutonu                              | por. rez. Modest Mertens                            |                   |
| dowódca II plutonu                             | ppor. rez. Olgierd Szczeniowski                     |                   |
| dowódca III plutonu                            | ppor. rez. Tomasz Załuski                           |                   |
| pluton łączności                               |                                                     |                   |
| dowódca plutonu                                | rtm. Michał Lubicz-Rudnicki (21 puł.)               |                   |
| pluton pionierów                               |                                                     |                   |
| dowódca plutonu                                |                                                     |                   |
| pluton przeciwpancerny (bez armat)             |                                                     |                   |
| dowódca plutonu                                |                                                     |                   |
| batalion kolarzy Śląskiej Straży Granicznej    |                                                     |                   |
| dowódca batalionu                              | ppłk (insp. SG) Karol Bacz                          |                   |
| zastępca dowódcy batalionu                     | mjr Kazimierz Józef Ickowicz                        |                   |
| samodzielna kompania czołgów lekkich R-35/H-35 |                                                     |                   |
| dowódca kompanii                               | por. Józef Jakubowicz                               |                   |
| Eskadra Szkolna CWL RWD-8                      |                                                     |                   |
| dowódca eskadry                                | por. obs. Zbigniew Osuchowski                       |                   |
| oficerowie zgrupowania o nieznanych funkcjach  |                                                     |                   |
|                                                | por. kaw. rez. Władysław Bohdan Orszagh             |                   |
|                                                | rtm. Jakubisiak                                     |                   |